# Trutenbach (Jagst)
Der Trutenbach, auf dem Oberlauf in der Goldbacher Stadtteilgemarkung Mühlbach genannt, ist ein fast 6 km langer Bach im Stadtgebiet von Crailsheim im Landkreis Schwäbisch Hall im nordöstlichen Baden-Württemberg, der vor dem südlichen Altstadtrand von rechts und Ostnordosten in die obere Jagst mündet.

## Geographie

### Verlauf
Der Mühlbach entspringt einer Waldquelle auf etwa 510 m ü. NHN am oberen Südwestabfall des Kappelwaldes im Gewann Ziegelschlag, der etwa 1,2 km nordöstlich der Mitte des Crailsheimer Dorfes Goldbach und nur etwa 0,4 km diesseits der durch den Höhenwald laufenden Stadtgrenze zur Gemeinde Kreßberg liegt. Der junge Bach fließt durch eine der landschaftstypischen Keuperklingen im Wald südwestwärts auf das Dorf Goldbach zu, am auf halber Hanghöhe querenden Waldweg Wolfsklingenweg läuft dabei ein Büschel kleiner Nebenklingen dazu, unterhalb von ihm zieht das meist eingegrabene Bett in sich weitendem Hangtal in kleinen Mäandern. Nach etwa 0,7 km erreicht er die untere Waldgrenze und durchfließt gleich nacheinander zwei Mühlweiher von zusammen 0,7 ha Fläche. Der größere erste ist teilweise von einem Röhrichtfeld gesäumt, den zweiten verlässt der Mühlbach verrohrt und durchzieht nun meist oder ganz unterirdisch Goldbach und sein Weichbild nahe der Trasse der Kreisstraße K 2654 Kreßberg-Waldtann–Goldbach-Crailsheim in inzwischen westlicherer Richtung.
Nach dem Dorfende beginnt er seinen Westlauf durch eine weite, feuchte Wiesenflur, wo er sogleich den 1,5 km langen Wiesengraben von Ostsüdosten her aufnimmt. Er läuft nun näher dem linken, deutlich niedrigeren Hügelrücken Schlechtenberg, während ihn von rechts nicht sehr lange Gräben aus Auenquellen vor der in Abstand rechts begleitenden Kreisstraße und dem dahinter sich ebenfalls westwärts ziehenden hohen Bergsporn speisen. Der Mühlbach tritt über die Grenze das Stadtteils Goldbach in die Gemarkung des zentralen Crailsheim über, wo er dann für seine restlichen etwa 2,6 km Lauf Trutenbach genannt wird.
Er schlägt nun einen kurzen Bogen nach links, in dessen Verlauf ihm von Norden und diesmal von jenseits der Kreisstraße im Gewann Schleifsee der 1,1 km lange Breitenseebach in gewundenem Südlauf um flache Hügel zufällt, der von Quellen in der flachen Wiesenbucht Breitensee vor dem sich immer noch bis auf etwa 470 m ü. NHN erhebenden, hier Eichwald genannten rechten Bergsporn gespeist ist.
Gleich nach diesem Zufluss beginnt links am Lauf das fast 6 ha große Feuchtgebiet Lindensee, durch das hindurch von Osten her der 1,0 km lange Lindenbach auf nunmehr noch 409 m ü. NHN zuläuft. Der Trutenbach zieht nun wieder westwärts und nach weniger als einem halben Kilometer fließt sein bedeutendster Zufluss Hammerbach zu, ein 5,1 km langer, in einem etwas nach links ausholendem Bogen insgesamt westwärts laufender Bach, der alleine ein starkes Drittel des Einzugsgebietes beiträgt. Seine Zumündung liegt an der östlichen Siedlungsgrenze Crailsheims. Dieser entlang läuft weniger als 50 Meter weiter der viel kleinere Wiesenbach zu, der von der Kreisstraße im Nordnordosten her kommt.
Die neueren östlichen Siedlungsteile Crailsheims durchzieht der Trutenbach in einem anfangs 50 Meter breiten, mehr und mehr eingesenkten Flurstreifen, der sich dann im Bereich des früheren Spitalsees noch ausweitet, wo heute zuweilen zu Festlichkeiten der Eisweiher eingestaut wird. In seiner Mittellinie wendet sich der Trutenbach dann zuletzt nach Südwesten. Auf dem rechten Hügel steht an diesem Abschnitt die südliche Altstadt, links das inzwischen völlig überbaute Pleateur Kreuzberg. Im Bereich einer alten Vorstadt an seinem Fuß unterquert der Trutenbach im Bereich einer Tankstelle die Bundesstraße 290 und mündet nach weiteren 150 Metern durch die rechte Flussaue auf 399 m ü. NHN von rechts und zuletzt Nordosten in die obere Jagst, etwa 200 Meter südlich des Stadtmuseums im Spitalkomplex am südlichen Altstadtrand von Crailsheim und etwa 200 Meter unterhalb eines Wehrs im Flusslauf.
Der Trutenbach ist, von der Quelle des Mühlbachs an gerechnet, 5,8 km lang und fällt auf dieser Strecke um etwa 111 Höhenmeter; sein mittleres Sohlgefälle liegt damit bei etwa 19 ‰. Das anfängliche Gefälle auf dem 1,8 km langen Abschnitt des Mühlbachs bis zum Zulauf des Wiesengraben kurz nach Goldbach auf etwa 428 m ü. NHN erreicht etwa 46 ‰, während der Mühlbach/Trutenbach die restlichen zwei Drittel seines Weges bis zur Mündung unter einem von nur etwa 0,7 ‰ durchläuft.

### Einzugsgebiet
Das 12,5 km² große Einzugsgebiet des Trutenbachs gehört in naturräumlicher Sicht mit seinen tieferen westlichen und mittleren Anteilen zum Unterraum Crailsheimer Bucht der Hohenloher und Haller Ebene, deren größte östliche Nebenbucht in den Keuperbergen der Bach mit seinen Zuflüssen geschaffen hat. Der überwiegend bewaldete Ost- und Nordrand des Einzugsgebietes dagegen gehört zum Unterraum Crailsheimer Hardt der Frankenhöhe.
Hinter der Kappelwald genannten Hochebene der Crailsheimer Hardt im Osten grenzt das Einzugsgebiet des Mühlbachs oder Haugenbachs an, der über Zwergwörnitz und Wörnitz zur Donau entwässert, während der Trutenbach-Abfluss über Jagst und Neckar den Rhein erreicht. Die Ostgrenze ist deshalb Teil der Europäischen Hauptwasserscheide zwischen Nordsee diesseits und Schwarzem Meer jenseits.
Am Südosteck an der mit 541,9 m ü. NHN höchsten Erhebung des Einzugsgebietes im Westgartshausener Pfarrholz schließt sich die südliche Wasserscheide an, die überwiegend etwa auf der Trasse der L 2218 und dabei dicht am Südrand Westgartshausens vorbei über den schmalen Sporn des Laubbergs in Richtung Jagst abfällt. Jenseits entwässert ganz zu Anfang der Degenbach, dann größtenteils der zuunterst Tümpfelbach genannte rechte Jagst-Zufluss Weidenbach unmittelbar vor dem Trutenbach.
Auch die rechte, nördliche Wasserscheide verläuft nach einem kurzen Stück durchs Crailsheimer Siedlungsgebiet überwiegend auf einem Sporn, der im Westen Kreckelberg, dann im mittleren Teil Eichwald genannt wird und schließlich, nach auffälligem Anstieg über den Burgstall der Schönebürg, im Kappelwald breit wieder an die Hochebene anschließt. Die andere Spornseite entwässert im Westen der kleine, an der Satteldorfer Heldenmühle in die abwärtige Jagst mündende Aarbach, weiter im Osten der dort noch Kühnbach genannte Kreuzbach, der dann weiter abwärts bei Satteldorf in die Jagst einläuft.
Im Einzugsgebiet liegen am mittleren Mühlbach-Abschnitt das Dorf Goldbach, am mittleren Hammerbach das Dorf Westgartshausen, zum Schluss liegt beidseits des Trutenbachs ein großer Teil des östlichen geschlossenen Siedlungsgebietes von Crailsheim, zu dessen Stadtgebiet neben den beiden genannten Dörfern auch das ganze Einzugsgebiet gehört. Auf rund einem Viertel von diesem steht Wald, im Eichwald und vor allem im Kappelwald am Nord- und Ostrand des Mühlebach-Einzugsgebiets, in seiner südlichen Fortsetzung am Ostrand des Hammerbach-Einzugsgebietes, in geringerem Maße am niedrigen Hügelrücken Schlechtenberg zwischen Mühlbach/Trutenbach und Hammerbach sowie am Laubberg links über dem mittleren Hammerbach. Etwa ein Sechstel ist Siedlungsgebiet der drei Orte, der Rest ist gemischt aus Feldern und Wiesen, letztere vor allem in den Tieflagen.

### Zuflüsse und Seen
Liste der Zuflüsse und  Seen von der Quelle zur Mündung. Gewässerlänge, Seefläche, Einzugsgebiet und Höhe nach den entsprechenden Layern auf der Onlinekarte der LUBW. Andere Quellen für die Angaben sind vermerkt.
Quelle des anfangs Mühlbach genannten Trutenbachs auf etwa 510 m ü. NHN im Gewann Ziegelschlag des Kappelwaldes. etwa 1,2 km nordöstlich der Dorfmitte von Goldbach. Der Mühlbach fließt anfangs südwestlich auf Goldbach zu.
- Durchfließt zwischen 460 und 450 m ü. NHN nacheinander zwei Stauteiche am nordöstlichen Ortsrand von Goldbach, zusammen 0,7 ha.
- Wiesengraben, von links und Ostsüdosten auf etwa 428 m ü. NHN kurz nach Goldbach, 1,5 km und 0,6 km². Entspringt auf etwa 485 m ü. NHN zwei Hangquellen im Zimmerschlag ostsüdöstlich von Goldbach unterm Talsteigenschlag der aus Kreßberg–Waldtann kommenden K 2654.
Etwa von diesem Zufluss an fließt der Mühlbach und später Trutenbach in westlicher bis südwestlicher Richtung.
- Nimmt bis zur Gemarkungsgrenze von Crailsheim selbst zwei begradigte, aus Wiesenquellen gespeiste Gräben aus den flachen Wiesen zwischen Mühlbach und rechts begleitender K 2654 Goldbach–Crailsheim auf, bis 0,5 km.[LUBW 8]
Nach der Gemarkungsgrenze zum zentralen Crailsheim wird der Bach dann Trutenbach genannt.
- Breitenseebach, von rechts und Norden auf etwa 413 m ü. NHN im Gewann Schleifsee östlich der Crailsheimer Siedlungsgrenze, 1,1 km und ca. 1,2 km².[LUBW 9] Entsteht auf etwa 426 m ü. NHN im Gewann Breitsee südlich des Eichwalds.
  -  Auf etwa 465–455 m ü. NHN liegen kleinere Waldteiche im Fuchsloch im obersten Einzugsgebiet, zusammen unter 0,1 ha.
- Passiert auf ca. 412–408 m ü. NHN das Feuchtgebiet Lindensee links am Lauf, rund 5,8 ha.
- Lindenbach, von links und Osten auf etwa 409 m ü. NHN[LUBW 2] durchs Feuchtgebiet, 1,0 km und ca. 0,6 km².[LUBW 9] Entsteht auf etwa 422 m ü. NHN am Gewann Spitalfeld.
  -  Passiert auf etwa 411 m ü. NHN zwei Teiche links des Laufs mündungsnah im Feuchtgebiet, zusammen 0,1 ha.
- Hammerbach, von links und zuletzt Südosten auf etwa 407 m ü. NHN am Siedlungsrand Crailsheims, 5,1 km und 4,7 km². Entsteht auf etwa 490 m ü. NHN ca. 1,7 km nordöstlich der Ortsmitte von Westgartshausen im Hangwald Zimmerschlag. Läuft anfangs südwestwärts auf Westgartshausen zu.
  -  Durchfließt auf etwa 474 m ü. NHN einen Teich am Fuß des Waldhangs, unter 0,1 ha.
  -  Durchfließt auf etwa 453 m ü. NHN einen Teich zu Anfang im dem Hammerbach entlang gestreckten Naturschutzgebiet Hammersbachtal (!) nordöstlich von Westgartshausen, 0,1 ha.
  -  Durchfließt auf etwa 243 m ü. NHN einen Teich zu Ende des Naturschutzgebietes, 0,2 ha.
Hiernach wendet sich der Hammerbach auf Westlauf durch zunächst das Dorf Westgartshausen.
  - Veitsgraben, von rechts und Ostnordosten auf etwa 428 m ü. NHN am Westrand von Westgartshausen, 0,6 km und ca. 0,3 km².[LUBW 9] Entsteht auf etwa 255 m ü. NHN wenig nördlich des Dorffriedhofs.
  - (Zufluss aus dem Naturschutzgebiet Wacholderberg-Geigerswasen), von rechts und Nordosten auf vermutlich rund 420 m ü. NHN unterhalb von Westgartshausen, ca. 0,4 km[LUBW 8] an offenem Lauf und dann nochmals etwa soviel unterirdischen sowie ca. 0,4 km².[LUBW 9] Entsteht auf etwa 445 m ü. NHN in einem Quellsumpf.
- Wiesenbach, von rechts und Nordnordosten auf etwa 407 m ü. NHN kurz nach dem vorigen, 0,7 km und ca. 0,2 km².[LUBW 9] Entsteht auf etwa 419 m ü. NHN an der K 2654 Goldbach–Crailsheim und zieht der östlichen Siedlungsgrenze Crailsheims entlang.
- Passiert unterhalb des Stadtgartens den nur zeitweise eingestauten Eisweiher.

Mündung des Trutenbachs von rechts und Ostnordosten auf 399 m ü. NHN in die obere Jagst, etwa 200 Meter südlich des Stadtmuseums am südlichen Altstadtrand von Crailsheim und etwa zweihundert Meter unterhalb eines Wehrs im Flusslauf.
Der Trutenbach ist 5,8 km lang, wovon etwa 3,2 km auf den Mühlbach genannten Oberlauf entfallen, er hat ein Einzugsgebiet von 12,5 km².

## Geologie
Auf dem größten Teil der Erosionsbucht des Truten- und des Hammerbachs steht Gipskeuper (Grabfeld-Formation) an, der durch eingezogene und erosionsresistente dolomithaltige Schichten im mittleren Hügelrücken zwischen beiden großen Bachtälern des Gewässersystems eine merkliche Stufe mit flachem Hochplateau ausgebildet hat. Nicht um Goldbach, wohl aber um Westgartshausen liegt auf diesem ein Streifen von Schilfsandstein (Stuttgart-Formation), in der Natur kenntlich durch flacheren Anstieg zu den darüber lagernden Schichten des höheren Mittelkeupers bis wenigstens hinauf zum Kieselsandstein (Hassberge-Formation). Etwas vor dem Siedlungsrand Crailsheims wechselt der Trutenbach in den unter dem Gipskeuper liegenden Lettenkeuper (Erfurt-Formation), in welchem er auch mündet. Hammerbach und insbesondere Trutenbach fließen schon zuvor in quartären Auensedimentstreifen.

## Natur und Schutzgebiete
Im Einzugsgebiet gibt es viele Schutzgebiete.

### Naturschutzgebiete
- Das Hammersbachtal nordöstlich von Westgartshausen (!) hat einen feuchten Talgrund unter heideähnlichen Hängen.
- Das Gebiet Wacholderberg - Geigerswasen ist eine kleine rechte Seitenbucht des Hammerbachs wenig unterhalb von Westgartshausen mit einem Quellsumpf auf dem Talgrund, einer durch Schafbeweide entstandenen Wacholderheide und lockerem Baumbestand an den Hängen bis hinauf zum kleinen Hochplateau des Schlechtbergs.
- Der Crailsheimer Eichwald im Westteil des Waldes Eichwald ist ein Hudewald mit locker stehenden Buchen und großen Einzeleichen.

### Landschaftsschutzgebiete
- Das 1,08 km² große Landschaftsschutzgebiet mit dem Namen Veitwasen-Schlechtenberg-Lindle-Spitalfeld-Goldbachäcker und Umgebung liegt größtenteils auf dem mittleren und oben flachen Geländeplateau zwischen Mühlbach-/Trutenbach- und Hammerbach-Tal überwiegend nördlich des angrenzenden Naturschutzgebietes Wacholderberg – Geigerswasen.
- Beidseits des oberen Mühlbachs und des mittleren Wiesengrabens liegt in zwei Teilen das 0,56 km² große Gebiet Keuperstufenrand bei Goldbach.
- Das 0,40 km² große Gebiet Retzklinge-Ebnet-Frauenberg und Umgebung schließt an den Südostrand von Westgartshausen und das Naturschutzgebiet Hammersbachtal nordöstlich von Westgartshausen an.
- Der nur noch kurze Mündungskeil liegt im ausgedehnten Landschaftsschutzgebiet Jagsttal zwischen der Wiesmühle und Crailsheim.

### Naturdenkmale
- Mühlweiher mit Verlandungszone bei Goldbach
- Lindensee sowie eine unmittelbar östlich daran anschließende Nasswiese, die unter dem Namen Pflanzenstandort beim Lindensee ausgewiesen ist
- Drei Weiher im Schönebürgwald liegen am Fuchsloch im östlichen Eichwald
- Feuchtgebiet im Gewann Seele südlich von Goldbach am Wiesengraben
- Feuchtgebiet am Hammerbach bei Westgartshausen, größtenteils im dortigen Naturschutzgebiet
- sowie weitere Gebiete ohne Gewässerbezug und zahlreiche Einzelbäume

### Wasserschutzgebiete
Für den Zweckverband Wasserversorgung Jagstgruppe sind je ein Wasserschutzgebiet im Norden und im Osten von Goldbach im Kappelwald auf der Hochfläche der Crailsheimer Hardt ausgewiesen, die noch weit über die Einzugsgebietsgrenze auskragen. Ein nur schmaler Randstreifen eines größeren der Gemeinde Satteldorf liegt diesseits der Wasserscheide auf dem Schönebürg–Eichwald-Sporn.

## Geschichte

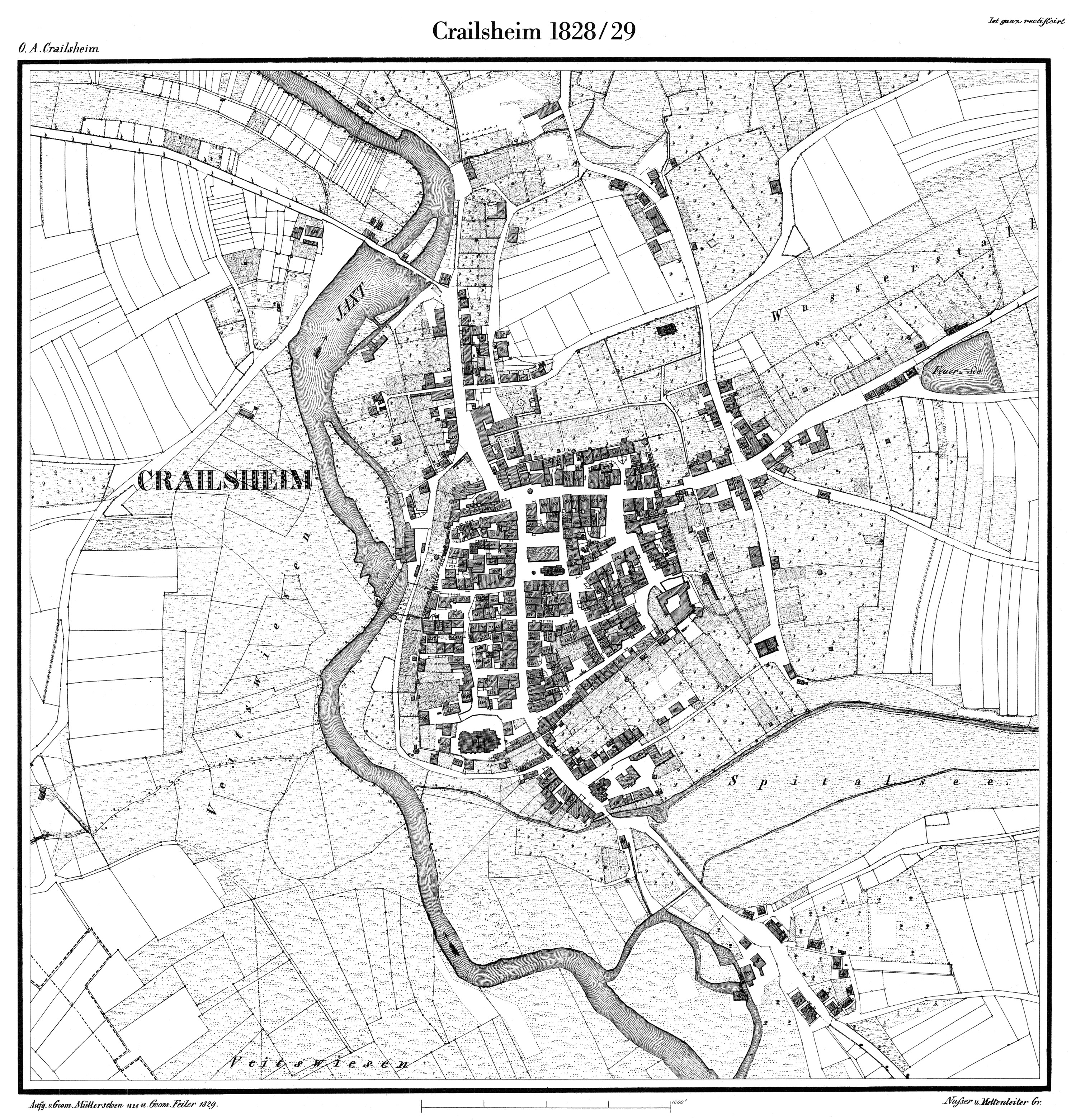
Stadtplan von 1828 mit der damaligen Mündungssituation

Der Trutenbach teilte sich anscheinend früher im Bereich des Spitalsees in zwei Mündungsarme. Der linke floss auf der heutigen Trasse und mündete im Unterlauf eines früheren rechten Mühlgrabens der Jagst, der am noch erhaltenen Wehr oberhalb der heutigen Bachmündung abging. Von der Mühle und dem übrigen Kanallauf oberhalb ist heute nichts mehr zu sehen. Der rechte dagegen zog, wohl als gefluteter Stadtgraben, hart an der südlichen Stadtmauer fast westlich und mündete unweit der heutigen südlichen Flussbrücke der B 290, dort Goethestraße genannt. Seine Grabeneinsenkung zu Füßen der Stadtmauer im Bereich des Spitalkomplexes ist heute noch zu erkennen.

### LUBW
Amtliche Online-Gewässerkarte mit passendem Ausschnitt und den hier benutzten Layern: Lauf und Einzugsgebiet des Trutenbachs

Allgemeiner Einstieg ohne Voreinstellungen und Layer: Daten- und Kartendienst der Landesanstalt für Umwelt Baden-Württemberg (LUBW) (Hinweise)
1. 1 2  Höhe nach dem Höhenlinienbild auf dem Hintergrundlayer Topographische Karte.
2. 1 2 3  Höhe nach blauer Beschriftung auf dem Hintergrundlayer Topographische Karte.
3. 1 2  Länge nach dem Layer Gewässernetz (AWGN).
4. 1 2  Einzugsgebiet aufsummiert aus den Teileinzugsgebieten nach dem Layer Basiseinzugsgebiet (AWGN).
5. ↑  Höhe nach schwarzer Beschriftung auf dem Hintergrundlayer Topographische Karte.
6. ↑  Seefläche nach dem Layer Stehende Gewässer.
7. ↑  Einzugsgebiet nach dem Layer Basiseinzugsgebiet (AWGN).
8. 1 2  Länge abgemessen auf dem Hintergrundlayer Topographische Karte.
9. 1 2 3 4 5  Einzugsgebiet abgemessen auf dem Hintergrundlayer Topographische Karte.
10. ↑  Länge nach dem Layer Gewässername.
11. ↑  Schutzgebiete nach den einschlägigen Layern. Beschreibungen findet man zum Teil nur in den überlappenden Biotopen, deren Beschreibung über den Layer Biotop zu erhalten ist.

### Andere Belege
1. ↑  Alter Namen Trudenbach – wenn dort kein Schreibfehler auch Truidenbach – sowie Riedelbach nach dem Kapitel zu Crailsheim in der Beschreibung des Oberamts Crailsheim von 1884.
2. ↑  Hochwasservorhersagezentrale, Landesanstalt für Umwelt Baden-Württemberg (Übernommen am 23.11.2017)
3. ↑  Wolf-Dieter Sick: Geographische Landesaufnahme: Die naturräumlichen Einheiten auf Blatt 162 Rothenburg o. d. Tauber. Bundesanstalt für Landeskunde, Bad Godesberg 1962. → Online-Karte (PDF; 4,7 MB)
4. ↑  Geologie grob nach: Mapserver des Landesamtes für Geologie, Rohstoffe und Bergbau (LGRB) (Hinweise)